# Kražantė Kelmė
Futbolo klubas Kražantė var en fodboldklub fra den litauiske by Kelmė.

## Historie
Klubben blev stiftet i 1994 (lt Krepšinio ir futbolo klubas "Kražantė") og gik konkurs i 2007.

## Titler

### Nationalt
- Pirma lyga (D2)
  - 13. plads (1): 2001.

- Antra lyga (D3)
  - Vindere (1): 2005.
  - Andenplads (3): 2000, 2004, og 2006.

## Historiske slutplaceringer
| Sæson     | Niveau | Liga                    | Placering | Kilder      | Info |
| --------- | ------ | ----------------------- | --------- | ----------- | ---- |
| 1994–1995 | 4.     | Ketvirta lyga (Vakarai) | 1.        |             |      |
| 1995–1996 | 3.     | Trečia lyga             | 10.       | [ 1 ]       |      |
| 1996–1997 | 3.     | Trečia lyga             | 5.        | [ 2 ]       |      |
| 1997–1998 | 3.     | Antra lyga (Vakarai)    | 5.        | [ 3 ]       |      |
| 1998–1999 | 3.     | Antra lyga (Vakarai)    | 4.        | [ 4 ]       |      |
| 1999      | 3.     | Antra lyga (Vakarai)    | 3.        | [ 5 ]       |      |
| 2000      | 3.     | Antra lyga (Vakarai)    | 2.        | [ 6 ]       |      |
| 2001      | 2.     | Pirma lyga              | 13.       | [ 7 ] [ 8 ] |      |
| 2002      | 3.     | Antra lyga (Šiaurė)     | 6.        | [ 9 ]       |      |
| 2003      | 3.     | Antra lyga (Šiaurė)     | 9.        | [ 10 ]      |      |
| 2004      | 3.     | Antra lyga (Šiaurė)     | 2.        | [ 11 ]      |      |
| 2005      | 3.     | Antra lyga (Šiaurė)     | 1.        | [ 12 ]      |      |
| 2006      | 3.     | Antra lyga (Šiaurė)     | 2.        | [ 13 ]      |      |

## Klub farver
KFK Kražantė (1994 – 2006)
| KRAŽANTĖ | KRAŽANTĖ |

| KRAŽANTĖ | KRAŽANTĖ |